# 폴 쉬리어

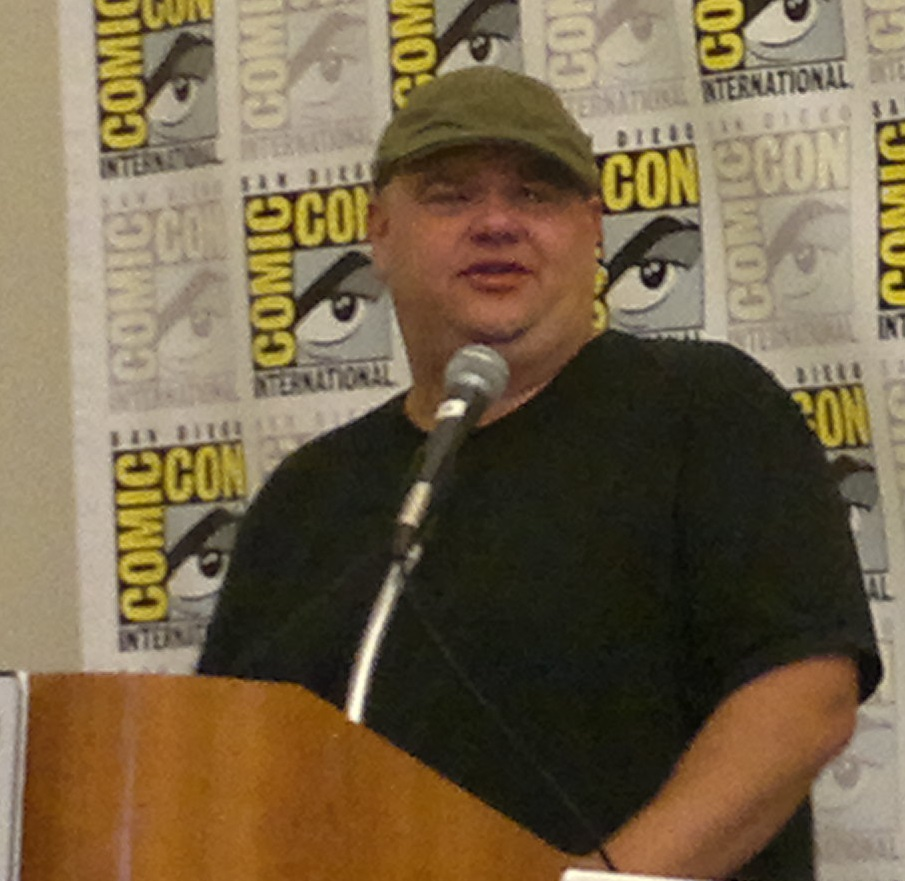

폴 쉬리어(Paul Schrier, 1970년 6월 1일 ~ )는 미국의 배우, 텔레비전 배우, 성우이다.

## 영화
- 파워 레인저 - 로스트 갤럭시 (1999년) - 파카스 벌크 벌크메이어 역
- 무적 파워 레인저 (1997년) - 파카스 벌크 벌크메이어 역
- 파워 레인저 (1995년) - 파카스 벌크 벌크메이어 역
- 마이티 모핀 파워레인저 (1993년) - 파카스 벌크 벌크메이어 역